# Aeroportul Internațional Carrasco
Aeroportul Internațional Carrasco (IATA: MVD, 50, ICAO: SUMU) este un aeroport din Municipality of Ciudad de la Costa⁠(d), Departamentul Canelones, Uruguay ce deservește zona Montevideo. Aeroportul a fost tranzitat în 2022 de 1.317.000 de pasageri. A fost deschis în 1947.
Situat la o altitudine de 32 m, aeroportul dispune de 2 piste.

## Infrastructură

### Piste
Aeroportul dispune de 2 piste. Pista 01/19 are suprafața de asfalt și dimensiunile 2.250 m × 45 m. Pista 06/24 are suprafața de asfalt și dimensiunile 3.200 m × 45 m. 

### Terminale
Aerogara are în componență 1 terminal, Carrasco International Airport Terminal⁠(d). 